# القوات البرية الإندونيسية
القوات البرية الاندونيسية (بالأندونيسية :  Tentara Nasional Indonesia Angkatan Darat ) هي القوات البرية التابعة للقوات المسلحة الاندونيسية. ويقدر تعداها بزهاء 233 الف جندي نظامي وتأسست إبان الثورة الإندونيسية ضد الإستعمار الهولندي الذي استقلت منه اندونيسيا عام 1949.